# Mont Téret
Le mont Téret est une montagne de France située en Haute-Savoie.

## Géographie
De forme rectangulaire, il est entouré au nord-ouest par le Parmelan dont il est séparé par la vallée du Pertuis et de la tête Ronde au sud-est dont il est séparé par la gorge d'Ablon. Ses extrémités sont formées par des falaises dominant au sud-ouest la vallée du Fier et au nord-est celle de la Fillière ; son extrémité méridionale est formée de la tête à Turpin, une falaise au profil caractéristique en forme de tour. D'un point de vue géologique, cet anticlinal constitue le prolongement de la montagne des Frêtes située au nord-est par-delà la cluse de la Fillière.
Son ascension peut se faire par le sud-ouest au départ de la Blonnière en passant par le col du Pertuis, par le sud-est au départ de la Balme-de-Thuy en passant par le passage de la Bourse, par le nord depuis le Parmelan ou la vallée de la Fillière en remontant la vallée du Pertuis ou encore par le nord-est au départ du plateau des Glières en remontant la gorge d'Ablon.
Ce plateau karstique comporte de nombreuses cavités connues des spéléologues.

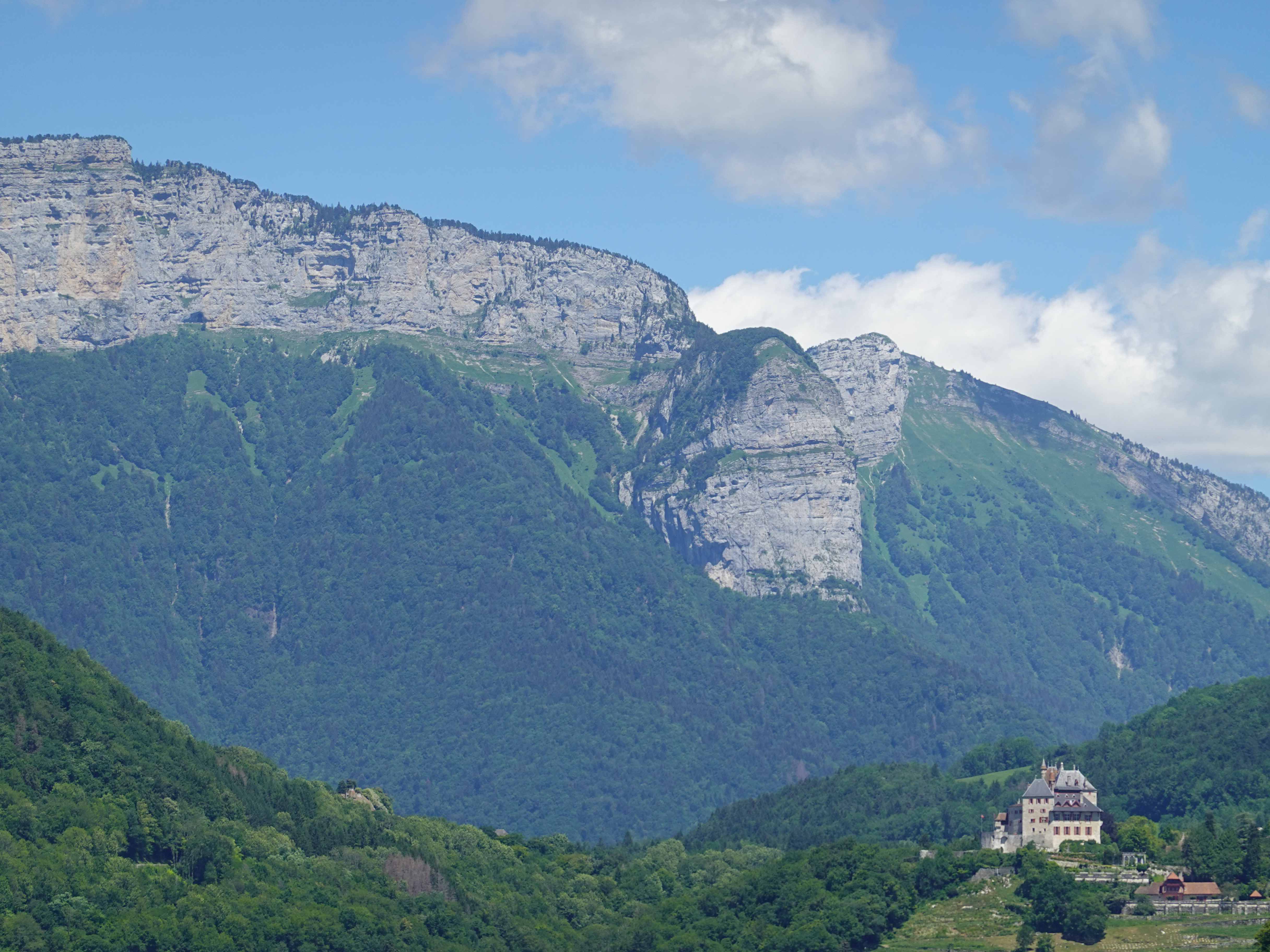
Vue de la tête à Turpin avec au premier plan le château de Menthon-Saint-Bernard.

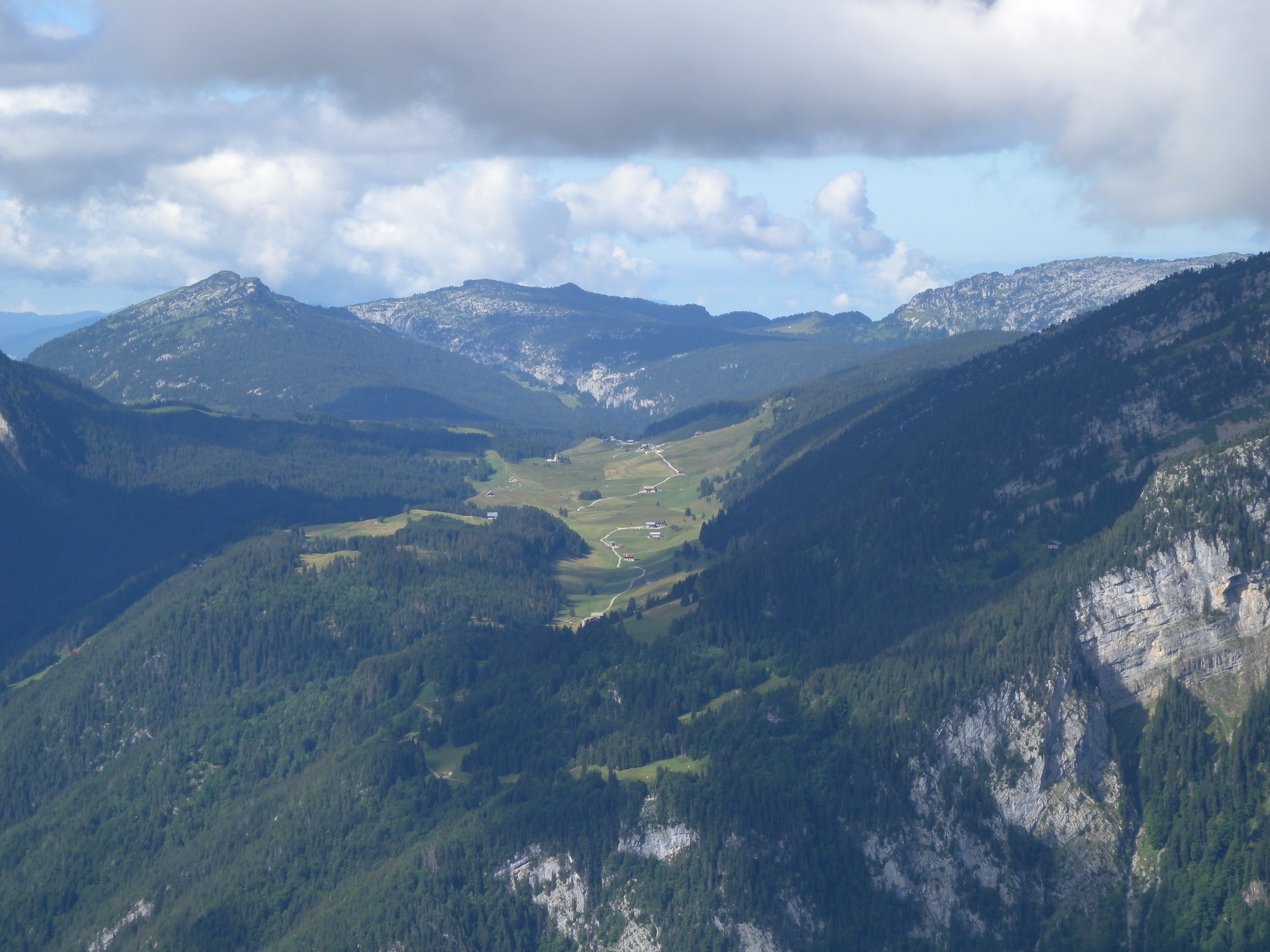
Le mont Téret (au centre) vu depuis le nord-est avec le plateau des Glières au premier plan.